# Pierre de Hérain
Pierre de Hérain (Avilly-Saint-Léonard, 24 luglio 1904 – Parigi, 25 settembre 1972) è stato un regista francese.

## Biografia
De Hérain nacque come Pierre Déhérain il 24 luglio 1904 ad Avilly-Saint-Léonard, Oise. Suo padre, François de Hérain, era un pittore. Sua madre, Eugénie Hardon, in seguito sposò il maresciallo Philippe Pétain, che divenne il suo patrigno.
De Hérain iniziò la sua carriera nel cinema come assistente alla regia di Itto, un film del 1934 diretto da Jean Benoît-Lévy e Marie Epstein. Nel 1935, fu assistente alla regia di Divine, diretto da Max Ophüls. Nel 1938 fu assistente alla regia di Monsieur Coccinelle, diretto da Dominique Bernard-Deschamps. De Hérain diresse cinque film negli anni '40. Uno di questi, Monsieur des Lourdines, era basato su un romanzo di Alphonse de Châteaubriant. De Hérain morì il 25 settembre 1972 a Parigi.